# ۹ جمادی‌الثانی
۹ جمادی‌الثانی، نهمین روز از ماه جمادی‌الثانی در تقویم هجری قمری است.
در تقویم هجری قمری قراردادی این روز صد و پنجاه و هفتمین روز سال است.